# Gregoire Lake 176
Gregoire Lake 176 är ett reservat i Kanada.   Det ligger i provinsen Alberta, i den centrala delen av landet, 2 700 km väster om huvudstaden Ottawa.
I omgivningarna runt Gregoire Lake 176 växer i huvudsak barrskog. Trakten runt Gregoire Lake 176 är nära nog obefolkad, med mindre än två invånare per kvadratkilometer.